# Medaile Za vynikající práci (Bulharsko)
Medaile Za vynikající práci (bulharsky: Медал За Трудово Отличие) bylo vyznamenání Bulharské lidové republiky založené roku 1950. Udílena byla za úspěchy v pracovním a veřejném životě.

## Historie a pravidla udílení
Medaile byla založena po vzoru Sovětského svazu výnosem prezidia Národního shromáždění č. 649 ze dne 13. prosince 1950 společně s Medailí za bojové zásluhy a Medailí Za mateřství. Udílena byla za úspěchy v práci a veřejném životě. První ocenění bylo uděleno dne 6. dubna 1951.
Po pádu komunistického režimu přestala být medaile udílena.

## Insignie
Medaile byla pravidelného kulatého tvaru. Na přední straně byl reliéf zobrazující ženu a muže. Postava ženy držela v pravé ruce obilné klasy a levou ruku měla zvednutou nad hlavou. Muž měl nad hlavou zvednutou pravou ruku. Při vnějším okraji byl v horní části nápis v cyrilici За Трудово Отличие. Uprostřed nápisu byla pěticípá hvězda se srpem a kladivem.
Na zadní straně byl v pozadí vyobrazen traktor, na němž byla umístěna postava pracovníka v zemědělství. Okolo ústředního motivu bylo ozubené kolo.
Stuha byla červené barvy při okrajích s úzkými pruhy bílé barvy. Stuhou byla potažena kovová destička ve tvaru pětiúhelníku. K medaili byla destička připojena pomocí jednoduchého očka.